# 程量越
程量越（1626年—1687年），字自远，号莲渡，是安徽省徽州府歙县岑山渡人，岑山渡程氏11世孙，两淮盐商、慈善家。
程量越为岑山渡程氏家族迁居扬州，经营淮南盐业第一人程大典（字慎吾，1575-1652年）的第五子。明末清初，继程大功（1565年-1648年）之后，岑山渡程氏家族陆续前往两淮经营盐业，其堂弟程大典率五子，包括程量入（字承之，号上慎，1612-1694）、程量能（字蝶庵，1616-）、程奭（字青来，1617-1661）、程量衡（字阿平，1623-1673）、程量越（1626-1687），一同迁居全国最大的盐业中心、两淮盐运使驻地扬州经营盐业，皆经商有成。岑山渡程氏家族在淮扬两地盐业居于重要地位。程量越由扬州迁居淮安河下竹巷街西头，经营淮北盐业。
程量越热心慈善事业，捐资创建育婴堂于北门内府下坂，收养弃婴。康熙九年（1670年）和康熙十年（1671年），淮北和盐城、高邮、宝应轮番大水，程量越雇船筏拯救数千人，又筑庐安置。三藩之乱中，大批温州、台州被俘妇女经过淮安，程量越出银赎买千余人，发给路费遣归，这些妇女感恩，立生祠祭祀。